# Wuling Shuiku
Wuling Shuiku (kinesiska: 武陵水库) är en reservoar i Kina. Den ligger i provinsen Guangdong, i den södra delen av landet, omkring 350 kilometer sydväst om provinshuvudstaden Guangzhou. Wuling Shuiku ligger 35 meter över havet. Arean är 5,7 kvadratkilometer. Omgivningarna runt Wuling Shuiku är en mosaik av jordbruksmark och naturlig växtlighet. Den sträcker sig 7,2 kilometer i nord-sydlig riktning, och 3,4 kilometer i öst-västlig riktning.
Genomsnittlig årsnederbörd är 2 242 millimeter. Den regnigaste månaden är augusti, med i genomsnitt 445 mm nederbörd, och den torraste är februari, med 23 mm nederbörd.